# Messor angularis
Messor angularis es una especie de hormiga del género Messor, subfamilia Myrmicinae. 

## Distribución
Esta especie se encuentra en Kenia y Tanzania.